# Viby-i
Viby-i (även kallat Lidingö-i eller mera sällan Göteborgs-i ) är inom svensk dialektologi och fonetik ett ”dämpat” eller ”surrande” i-ljud som förekommer i flera svenska dialekter. Samma karakteristiska artikulation finns även i y-ljudet, vilket då följaktligen brukar kallas för Viby-y. I de flesta dialekter är det enbart det långa i-ljudet (och y-ljudet) som uttalas på detta sätt, men i vissa dialekter kan även det korta i-ljudet (och y-ljudet) få Viby-uttal.

## Utbredning
Namnet härrör från Viby socken i Närke, men finns eller har traditionellt funnits i flera många andra dialekter: 
- Bohuslän: södra delarna[6] och på Orust och Tjörn[8]
- Dalsland: östra delarna söder om Mellerud i Sundals och södra delen av Nordals härad[9]
- Halland: trakterna runt Halmstad[8]
- Hälsingland: Ovanåkers socken[8]
- Medelpad: Lidens socken och i Indalsälvens dalgång runt Sundsvall[6]
- Närke: Viby socken, Hardemo socken, Kräcklinge socken[10], Tångeråsa socken, Knista socken[11], Askers socken[12] och Mellösa socken[8]
- Småland: i Torsås socken i sydligaste Kalmar län[8]
- Värmland: i Norra Ny socken i norra Klarälvdalen[6]
- Östergötland: längst i öster på Vikbolandet mellan Bråviken och Slätbaken med dithörande skärgård, samt i östra delen av Finspånga läns härad[8]

Utöver ovanstående landsbygdsområden finns det dessutom i moderna stadsdialekter sedan början av 1900-talet i Göteborg, sedan åtminstone 1950-talet i Stockholm och på senare tid även i Uppsala och förefaller numera ha spridits i östra Mellansverige.

## Fonetisk definition
Akustiska undersökningar har visat att Viby-i är en centraliserad vokal [ɨ], med en låg andra formant (F2) och en någorlunda hög första formant (F1). Artikulatoriskt varierar talarna i hur de producerar ljudet, och använder olika strategier för att åstadkomma samma ljud. Dessa artikulatoriska strategier innefattar en låg och främre position av tungan med hög tungspets och med den bakre delen av tungan (post-dorsum) tillbakadragen. Viby-i beskrivs ofta ha en ”surrande” eller frikativ kvalitet, vilket har tillskrivits att vokalen samartikuleras med ett tonande s-ljud [z]. Claes-Christian Elert använder av denna anledning transkriptionen [iːᶻ]. En artikulatorisk studie av talare i Göteborg, Stockholm och Uppsala visade dock att detta är ovanligt, och att det åtminstone för dessa dialekter är mera troligt att friktionen kommer av ett frikativt glidljud efter vokalen ([j], [ç] eller [ʝ]), vilket är vanligt efter slutna vokaler på centralsvenska. Hos talare i Stockholm med omnejd kan även j-ljudet få Viby-färgning i vissa frekventa ord som hej och okej.
I modern fonetisk litteratur brukar Viby-i transkriberas som en sluten central orundad vokal [ɨ]. Med landsmålsalfabetet transkriberas ljudet med symbolerna ⟨ʅ ʯ⟩, vilka genom sinologen Bernhard Karlgren även har upptagits i kinesisk fonologisk tradition för s.k. ”apikala” eller frikativa vokaler, vilka påminner om Viby-i och Viby-y.

## Historik
Viby-i och Viby-y har åtminstone funnits sedan mitten av 1800-talet. Enligt Marcus Borgströms beskrivning av dialekten i Askers socken i Närke från 1913 har Viby-i och Viby-y ”ej så länge sedan införts i målet, ock att det under nu levande generation befäst sitt välde.” Ortnamnsforskaren Staffan Fridell har även föreslagit att stavningen av ortnamnet Ri från både Kvistbro socken i Närke och Timrå socken i Medelpad skulle kunna vara en återgivning av Viby-y, eftersom ortnamnet kommer av ordet ryd ’röjning’. Dessa socknar skulle då ha haft Viby-y redan på 1700-talet eller tidigare. Bengt Holmberg föreslår, baserat på s.k. relativ datering av andra vokalförändringar, att Viby-i i Bohuslän måste vara från åtminstone äldre nysvensk tid (1526–1732).
I Göteborgs stadsdialekt omnämns Viby-i i en artikel av Olof Gjerdman från år 1916. Claes-Christian Elert menar att Viby-i kan ha spridit sig från dialekterna i södra Bohuslän till Göteborg, men enligt Bertil Björseth är detta inte troligt eftersom ljudkvaliteterna i i-ljuden skiljer sig åt. Dessutom har Bohuslän Viby-färgning även i det korta i-ljudet, vilket Göteborg inte har.

### Viby-i i Stockholm
I något skede har Viby-i även inträtt i Stockholms stadsdialekt, där ofta kallat Lidingö-i. Olof Gjerdman kommenterar i slutet av 1940-talet att han ”rätt ofta” har noterat det i uttalet hos flera av sina stockholmsstudenter. Likheterna mellan västkustens äldre Viby-i och det stockholmska yngre Viby-i, har lett till spekulationer att det skulle ha spridit sig från västkusten till Stockholm. Denna hypotes lanserades av Olof Gjerdman i en artikel från 1954 och går ut på att ungdomar från mera välbärgade områden i Stockholm som Djursholm, som ofta tillbringar sommarledigheten på västkusten på orter som Marstrand och Smögen, skulle ha anammat i-ljudet från lokalbefolkningen och sedan använt det som en gruppmarkör när de återvände till Stockholm. Hypotesen har plockats upp av Carl Ivar Ståhle, t.ex. i hans bok Stockholmsnamn och Stockholmsspråk (1981) och har även populariserats av Fredrik Lindström i tv-programmet Värsta språket från 2003, samt i en artikel i Språktidningen. Enligt Ulla-Britt Kotsinas är saken ”[osäker], och uppgifterna är vaga”. Fabienne Westerberg skriver i sin avhandling om Viby-i att det inte finns någon forskning som varken stöder eller förkastar Ståhles hypotes, men att en invändning är att det stockholmska Viby-i:et är mer likt det göteborgska än det bohuslänska. Hen menar att det är mer troligt att det har spridit sig genom dialektkontakt inom Stockholm, eller via s.k. ”city-hopping”, en sociolingvistisk spridningsmodell enligt vilken språkdrag sprider sig från stad till stad. Sven Björsten och Olle Engstrand föreslår i en artikel från 1999 att Viby-i har uppstått separat på olika platser.

## Status
Det lantliga Viby-i:et åtnjuter en annan sociolingvistisk prestige än det urbana Viby-i:et i Göteborg och Stockholm. På landsbygden i Närke och Bohuslän har draget generellt låg prestige och betraktas som ”fult” och ”lantligt” och är generellt typiskt för talare av låg social status. I städerna har ljudet däremot varit utmärkande för talet hos högre sociala skikt och har associerats med en välbeställd samhällsklass, vilket namnet Lidingö-i också vittnar om eftersom Lidingö kommun är en av Sveriges rikaste kommuner. När draget undersöktes av Ulla-Britt Kotsinas på 1990-talet, användes ljudet framförallt av unga kvinnor i stadsdelar i norra Stockholm, som generellt bebos av högre samhällsklasser. I lägre samhällsklasser i södra Stockholm återfanns draget hos unga kvinnor, men hos unga män knappt alls. Sedan 1990-talet finns indikationer på att draget har tappat sin sociala laddning och blivit mer spritt över samhällsgrupper. I Westerbergs avhandling om Viby-i i Göteborg, Stockholm och Uppsala användes exempelvis draget av samtliga deltagare oavsett ålder eller kön.

## Illustrationer och populärkultur

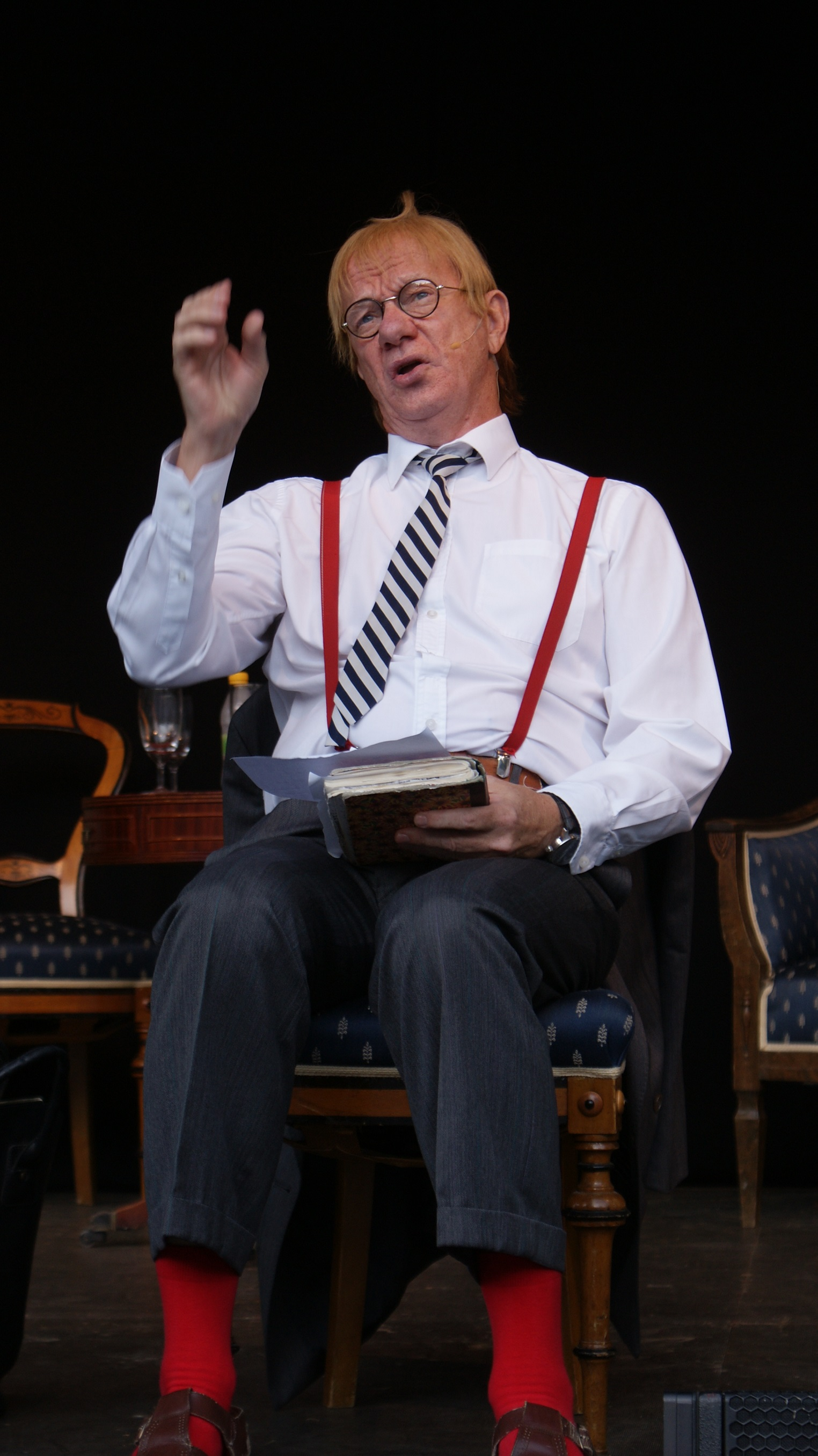
Peter Flack i rollen som Hjalmar Berglund från Viby.

I vissa dialekter förekommer olika exempelmeningar för att illustrera Viby-i. Ett talesätt i västra Närke återges av diplomaten Jan Mårtenson som i Viiby säjer dii att biina biiss, men det gör dii fälle viisst iinte, för dii stiicks. Enligt Claes-Christian Elert förlöjligar man i Sundsvall talare från Liden med frasen Ä jiᶻ från Liᶻden? ’Är ni från Liden?’ Att själva ljudet uppkallats efter just Viby, ska enligt Elert även ha att göra med att ortens namn innehåller både ett i- och ett y-ljud, så att man lätt kan exemplifiera fenomenet.
Inom populärkulturen har Viby-i frekvent använts i humorprogram som Hey Baberiba och SNN News i satiriska imitationer av överklassen och kungafamiljen. Det närkingska Viby-i:et används också av komikern Peter Flack i hans roll som Hjalmar Berglund från Viby.